# Beast of Blood
Beast of Blood (ang. bestia krwi) – dwunasty singel Malice Mizer wydany 21 czerwca 2001.
Singiel po wsadzeniu do odtwarzacza pokazuje, że wszystkich piosenek jest 21, ale w rzeczywistości od #4 do #20 nie ma nic (2 sekundy ciszy na piosenkę). Natomiast #21 to sekretny utwór skomponowany przez Kami'ego.

## Lista utworów
1. Beast of Blood
2. Baptism of Blood
3. Beast of Blood (Instrumental)
4. Bara no souretsu